# Color escondido
Color escondido es una película de Argentina en colores  dirigida por Raúl de la Torre según su propio guion escrito con la colaboración de Diana Nikutowski que se estrenó el 26 de mayo de 1988 y que tuvo como principales intérpretes a Carola Reyna, Rosario Bléfari, Vanessa Miller, Virginia Innocenti y María Socas. Tuvo los títulos alternativos de El color escondido y de Crónica de una depresión exitosa.

## Sinopsis
Filme experimental donde sólo se dicen siete palabras, sobre una veinteañera de familia de clase media, llega angustiada y deprimida a su departamento, donde vive sueños y realidades sin explicación.

## Reparto
Actuaron en el filme los siguientes intérpretes:
- Carola Reyna …Helena
- Rosario Bléfari …Gracia 1
- Vanessa Miller …Gracia 2
- Virginia Innocenti …Gracia 3
- María Socas …Marta
- Gastón Carballo …Mario
- Silvia Dabove …Jefa
- Carlos Evaristo …Exmarido
- Regina Lamm …Madre
- Juan Alberto Crocce …Padre
- Raúl Florido …Subjefe
- Víctor Galarza …Patota tren 1
- Luis F. Romero …Patota tren 2
- Paolo Campicciaro …Patota tren 3
- Germán Palacios …Fotógrafo
- Roberto Aidenbaum …Mimo
- Carlos Verón …Compañero oficina 1
- Oscar Farre …Compañero oficina 2
- Carlos Daniel López …Compañero oficina 3

## Comentarios
Homero Alsina Thevenet en Página 12 escribió:

«Logró un excelente corto publicitario de diez minutos sobre las hermosas chicas argentinas de clase media, que ahora vienen más liberadas que antes. Después lo estiró a 90 minutos con 57 cambios de ropa interior...cuando termina de llover, Helena debería dejar sus fantasías y salir a comer algo.»

Paraná Sendrós en Ámbito Financiero escribió:

«Un ejercicio experimental conceptualmente pobre.»

Aníbal M. Vinelli opinó que el filme es :

«Una obra curiosa.....quizás haya logrado sus objetivos de universalidad: en los circuitos extranjeros de Festivales la entenderán tanto o tan poco como aquí »

Para César Magrini en el El Cronista Comercial:

«Es una de las mejores películas que he visto en mi vida.»